# تنغستان (فريدون شهر)
تنغستان (بالفارسية: تنگستان) هي قرية تقع في قسم بشتكوة موغوئي الريفي في إيران. يقدر عدد سكانها بـ 68 نسمة بحسب إحصاء 2016.